# Automecanica Moreni

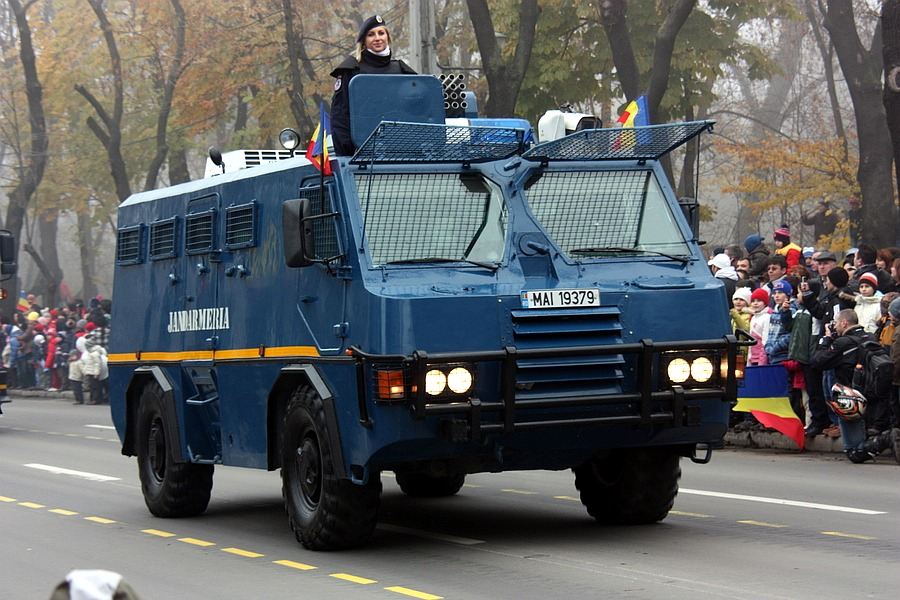
Transportorul blindat AM7 produs la Automecanica Moreni

Automecanica Moreni este o companie producătoare de armament din România.
Este singura societate din România care produce transportoare blindate.
Automecanica Moreni se află în subordinea Companiei Naționale Romarm.

## Istoric
Societatea a fost înființată în 1969, producând transportoare blindate amfibii pe roți cu tracțiune 4x4, 6x6 și 8x8.
Până în anul 2007, compania a produs 13.000 astfel de vehicule.
În perioada 1990 - 2006, fabrica a produs mai puțin de 100 de transportoare amfibii blindate.
Înainte de 1990, România și fosta URSS erau singurele țări din cadrul Pactului de la Varșovia care fabricau transportoare blindate pe roți.
Printre vehiculele produse de Automecanica Moreni se numără și transportorul amfibiu blindat „SAUR 1” și transportorul „Zimbrul”, cu tracțiunea 8x8.
Pe 17 martie 2011 a fost demarat programul TBT 8x8, aflat în prezent în faza de cercetare-dezvoltare. În 2013 este așteptat primul prototip al viitorului transportor blindat.
De la circa 4.500 de angajați, câți avea fabrica în 1990, în anul 2006 mai lucrau doar în jur de 400 de oameni.
În 14 iunie 2017, Uzina Automecanică Moreni și furnizorul german de tehnologie militară Rheinmetall au semnat actul constitutiv al societății mixte româno-germane Romanian Military Vehicle Systems (RMVS). Aceasta avea ca obiectiv fabricarea, vânzarea și mentenanța transportorului blindat de trupe 8x8 (AGILIS TBT 8x8), produs realizat în comun de cele două firme semnatare.Proiectul a fost abandonat in 2019 cînd a fost desființată si societatea. 
In 2025 Uzina Automecanică Moreni executa doar lucrări de mentenanță pentru Armata Română. 

## Informații financiare[10]
| Ani  | Venituri | Cheltuieli | Profit   | Inventar | Rezerve | Creanțe | Datorii  | Banca și numerar | Angajați |
| ---- | -------- | ---------- | -------- | -------- | ------- | ------- | -------- | ---------------- | -------- |
| 2021 | 21701873 | 30087543   | -8659925 | 6818038  | 227419  | 2681878 | 61427099 | 5292268          | 302      |
| 2020 | 21290814 | 28510250   | -7528929 | 6088317  | 227419  | 3102023 | 56514790 | 9535584          | 303      |
| 2019 | 16333424 | 24183380   | -8204348 | 5675926  | 0       | 892527  | 48432184 | 12204325         | 282      |
| 2018 | 14376677 | 20578441   | -6736255 | 5549176  | 0       | 1948181 | 42649234 | 16956102         | 289      |
| 2017 | 18912051 | 19174869   | -4025934 | 5589357  | 0       | 1935587 | 39706084 | 159157           | 294      |
| 2016 | 12494364 | -6000696   | 16939289 | 5266908  | 0       | 694123  | 33347790 | 628286           | 309      |